# Reto Ziegler
Reto Ziegler (Ginebra, 16 de enero de 1986) es un futbolista suizo que juega de defensa en el F. C. Sion de la Superliga de Suiza.
Es hermano del exjugador Ronald Ziegler.

## Selección nacional
Ha sido internacional con la selección de fútbol de Suiza en 35 ocasiones y ha marcado un gol. Debutó el 26 de marzo de 2005, en un encuentro ante la selección de Francia que finalizó con marcador de 0-0. Ziegler fue parte de la representación suiza en la Copa Mundial de Fútbol de 2010 en Sudáfrica. El 13 de mayo de 2014 el entrenador de la selección suiza, Ottmar Hitzfeld, lo incluyó en la lista oficial de 23 jugadores convocados para afrontar la Copa Mundial de Fútbol de 2014.

### Participaciones en Copas del Mundo
| Mundial                        | Sede         | Resultado        |
| ------------------------------ | ------------ | ---------------- |
| Copa Mundial Sub-20 de 2005    | Países Bajos | Primera fase     |
| Copa Mundial de Fútbol de 2010 | Sudáfrica    | Primera fase     |
| Copa Mundial de Fútbol de 2014 | Brasil       | Octavos de final |

## Clubes
| Club                    | País           | Año       |
| ----------------------- | -------------- | --------- |
| Grasshoppers            | Suiza          | 2002-2004 |
| Tottenham Hotspur F. C. | Inglaterra     | 2004-2005 |
| Hamburgo S. V.          | Alemania       | 2005-2006 |
| Wigan Athletic F. C.    | Inglaterra     | 2006      |
| Tottenham Hotspur F. C. | Inglaterra     | 2006-2007 |
| U. C. Sampdoria         | Italia         | 2007-2011 |
| Juventus F. C.          | Italia         | 2011      |
| Fenerbahçe S. K.        | Turquía        | 2011-2012 |
| F. C. Lokomotiv Moscú   | Rusia          | 2012-2013 |
| Fenerbahçe S. K.        | Turquía        | 2013      |
| U. S. Sassuolo Calcio   | Italia         | 2013-2014 |
| F. C. Sion              | Suiza          | 2015-2017 |
| F. C. Lucerna           | Suiza          | 2017      |
| F. C. Dallas            | Estados Unidos | 2018-2020 |
| F. C. Lugano            | Suiza          | 2021-2022 |
| F. C. Sion              | Suiza          | 2023-     |

## Palmarés

### Títulos nacionales
| Título             | Club             | País    | Año     |
| ------------------ | ---------------- | ------- | ------- |
| Superliga de Suiza | Grasshoppers     | Suiza   | 2002-03 |
| Copa de Turquía    | Fenerbahçe S. K. | Turquía | 2011-12 |
| Copa de Turquía    | Fenerbahçe S. K. | Turquía | 2012-13 |
| Copa de Suiza      | F. C. Lugano     | Suiza   | 2021-22 |

### Títulos internacionales
| Título          | Club (*)           | País      | Año  |
| --------------- | ------------------ | --------- | ---- |
| Eurocopa Sub-17 | Selección de Suiza | Dinamarca | 2002 |

(*) Incluyendo la selección.